# Cleopatra Jessurun
Cleopatra Jessurun (Paramaribo, oktober 1979) is een Surinaams arts en bestuurder. Sinds januari 2019 is ze directeur van het ministerie van Volksgezondheid. Tijdens de coronacrisis in Suriname is zij een van de leidende personen in het COVID-19 Crisis Management Team.

## Biografie
Jessurun studeerde vanaf 2002 interne geneeskunde (general medicine) in Cuba. Hier behaalde ze in 2009 de graad van Doctor of Medicine. Van 2012 tot 2017 werkte ze als algemeen arts en manager spoedeisende hulp (SEH) voor het Mungra Medisch Centrum in Nieuw-Nickerie. Aansluitend was ze twee jaar medisch directeur bij dit ziekenhuis. In januari 2019 volgde ze Maureen Wijngaarde-Van Dijk op als directeur op het ministerie van Volksgezondheid, als waarnemend directeur.
Op het ministerie is ze naast andere zaken betrokken bij de beheersing en voorkoming van virusziekten, zoals malaria en ebola. In augustus 2019 stelde ze het ebolaprotocol in werking toen een reiziger uit een ebolagebied in Democratische Republiek Congo het land binnenkwam. Hierop volgde een verplichte quarantaine voor een periode van drie weken.
In januari 2020 anticipeerde ze op het SARS-CoV-2-virus met de oprichting van een National Public Health Response-team, in samenwerking met het Surinaamse focalpoint van de Pan-Amerikaanse Gezondheidsorganisatie (PAHO). Tijdens de coronacrisis in Suriname is zij een van de leidende personen in het COVID-19 Crisis Management Team. Na het aantreden van minister Amar Ramadhin zei ze dat ze ontevreden was over de andere aanpak en nam ze ontslag. Rond dezelfde tijd kreeg ze ook ruim een hectare grond voor tuinbouwdoeleinden toegekend, die op 14 juli 2020 door demissionair minister Mike Noersalim was ondertekend. Na haar aftreden verdedigde ze zich tegenover de NDP-achterban tegen het verwijt van minister Amar Ramadhin dat er uit het COVID-noodfonds binnen enkele maanden 1,5 miljoen SRD naar de Surinaamse Televisie Stichting (STVS) en het Nationaal Informatie Instituut was gegaan.